# Lex-specialis-Grundsatz
Der Lex-specialis-Grundsatz (hergeleitet aus: lex specialis derogat legi generali) besagt, dass ein spezielles Gesetz (lex specialis) dem allgemeinen Gesetz (lex generalis) vorgeht und damit Anwendungsvorrang hat. In der Rechtswissenschaft wird der Grundsatz daher als Kollisionsregel verwendet. Kommen mehrere Rechtsnormen in Betracht, ist nur die jeweils speziellere anzuwenden. Eine Rechtsnorm ist im Verhältnis dann spezieller, wenn ihr Tatbestand über alle Merkmale der allgemeinen Norm verfügt und zusätzlich noch mindestens ein weiteres Merkmal enthält.
Die Spezialität des Gesetzes kann sich beispielsweise daraus ergeben, dass es nur einen bestimmten Sachbereich regelt, während die allgemeine Rechtsnorm für mehrere Bereiche gilt. So ist etwa die Fahrzeugführerhaftung des Kfz-Führers im Rahmen des Straßenverkehrsgesetzes spezieller als nachrangig zu beurteilende deliktische Haftung nach §§ 823 ff. BGB, die allgemeiner gehalten ist. Ebenso wie im eben genannten Fall, werden die Haftungsnormen des BGB in verschiedenen Rechtsbereichen spezialgesetzlich durch Anspruchsgrundlagen ergänzt.
Kein Anwendungsfall für den Lex-specialis-Grundsatz (obwohl insoweit häufig, aber eben fälschlich gleichwohl genannt) liegt hingegen dort vor, wo sich zwei Rechtssätze wie zwei Mengen mit einer Schnittmenge verhalten – in dieser Situation kann die lex-specialis-Regel nichts zur Auflösung des Normenkonflikts beitragen.
Den Grundsatz lex specialis derogat legi generali kann man auch als eine juristische Auslegungsregel betrachten; denn es ist zu vermuten, dass der Gesetzgeber keinen Rechtssatz schaffen wollte, der über keinen praktischen Anwendungsbereich verfügt. Letzteres wäre aber der Fall, wenn anstatt des besonderen Rechtssatzes der allgemeine angewandt würde, weil der besondere Rechtssatz dadurch seines praktischen Anwendungsbereiches beraubt wäre. 